# بشير الثالث الشهابي
الأمير بشير شهاب الثالث حاكم إمارة جبل لبنان (أميرها السابع، حكم من 1840 حتى 1842). عيّنته السلطات العثمانية في الأستانة (المعروفة الآن باسم إسطنبول) بعد طرد الأمير بشير الثاني الشهابي من لبنان محله.

## الإرث
احتفل مؤرخو ذلك الوقت بأكثر الحكايات الساخرة التي رووها على الإطلاق عن حاكم لبناني. لا أحد يعرف أي أشياء مهمة مجزية قام بها خلال فترة حكمه. وقد لقبه أتباعه ب«أبو طحين» وهو لقب مهين حسب المعايير اللبنانية.
الحكايات الأخرى عن بشير الثالث سجلها كل من المؤلف المعاصر سلام الراسي، وكذلك المؤرخ فؤاد أفرام البستاني. أخبر كلاهما أن الأمير كان يتمتع بتربية الحمام، ولكن نظرًا لإصابته بمرض المسالك البولية الذي كان يجبره على التبول كثيرًا فقد كان لديه مرحاض مبني لنفسه على السطح، حتى يتمكن من الاستمتاع بهواية تربية الحمام من دون الحاجة إلى أن يقلق على حالته.